# Acosta (Álava)
Acosta(oficialmente Acosta/Okoizta) es un concejo del municipio de Cigoitia, en la provincia de Álava, País Vasco (España).

## Despoblado
Forma parte del concejo una fracción del despoblado de:
- Gorostiza.[3]

## Toponimia
El nombre de la población aparece de diferentes formas en la documentación histórica existente: Okoizta (871); Ocoizta (871); Ocoizta (984, 1062, 1084, 1096); Ocozta (1110); Acoxta (1450, 1454, 1457, 1500, 1503, 1551); Acosta (siglo XVIII, 1848).

## Geografía física
Acosta/Okoizta se encuentra situado a 633 m de altitud, en las estribaciones de la sierra del Gorbea, en las laderas entre éste y el monte Oketa y bajo el monte Aldai. Se accede la población desde Gopegui siguiendo la carretera que también conduce a Cestafe y se bifurca medio kilómetro antes de llegar a ambos pueblos.

### Ubicación
|              | Norte: Ubidea |               |
| Oeste: Murúa |               | Este: Cestafe |
|              | Sur: Eribe    |               |

## Historia
En los documentos medievales recibe el nombre de San Vicente de Ozcoitia. Hacia mediados del siglo XIX, el lugar, ya por entonces perteneciente a Cigoitia, tenía contabilizada una población de 107 habitantes. Aparece descrito en el primer volumen del Diccionario geográfico-estadístico-histórico de España y sus posesiones de Ultramar de Pascual Madoz de la siguiente manera:

ACOSTA (S. Vicente de Ocoiztia): l. en la prov. de Alava, dióc. de Calahorra (21 leg.), part. jud. de Vitoria (2 1/2), vicaria, hermandad y ayunt. de Cigoitia (3/4), con alc. p.: sit. á la falda de la sierra de Gorbea, clima frio y sano; unas 30 casas forman esta ant. y diseminada pobl. cuya igl. parr. (S. Vicente mr.) se halla servida por un beneficiado. El térm. confina por N. con Ubidea de la prov. de Vizcaya y por E. con Echagüen: el terreno participa de monte, arbolado y de llano fértil, aunque de 2.ª clase, del cual se cultivan unas 200 fan. y algunos huertos. Los caminos son ásperos: prod. trigo, maiz, avena, cebada, pocas legumbres, hortalizas, frutas y lino: cria ganado lanar y vacuno: pobl.: 24 vec.: 107 alm. Contr. (V. Alava prov.)
(Madoz, 1845, p. 75)

Décadas después, ya en el siglo XX, se describe de la siguiente manera en el tomo de la Geografía general del País Vasco-Navarro dedicado a Álava y escrito por Vicente Vera y López:

Acosta.—Es lugar muy antiguo, pues en varios documentos de la Edad Media se le cita con el nombre de San Vicente de Ocoiztia. Dista de Murua 4,500 metros. Se compone de 26 edificios, todos de tres pisos, estando 7 sin habitar; la población asciende á 66 almas de hecho y de derecho. Su iglesia, dedicada á San Vicente mártir, es de categoría rural de segunda y pertenece al arciprestazgo de Cigoitia. Carece de escuela pública, asistiendo los niños á la de Cestafe, distante un kilómetro. Comparte con Gopegui y Larrínoa el aprovechamiento del monte comunal Alday, de 8 hectáreas, plantado de robles. La riqueza principal es la agricultura.
(Vera y López, 1915-1921, p. 411)

En 2022, la entidad singular de población tenía empadronados 75 habitantes y el núcleo de población, 53.

## Demografía
| Gráfica de evolución demográfica de Acosta entre 2000 y 2021 |
|                                                              |
| Población de derecho según los censos de población del INE.  |

## Cultura

### Patrimonio material

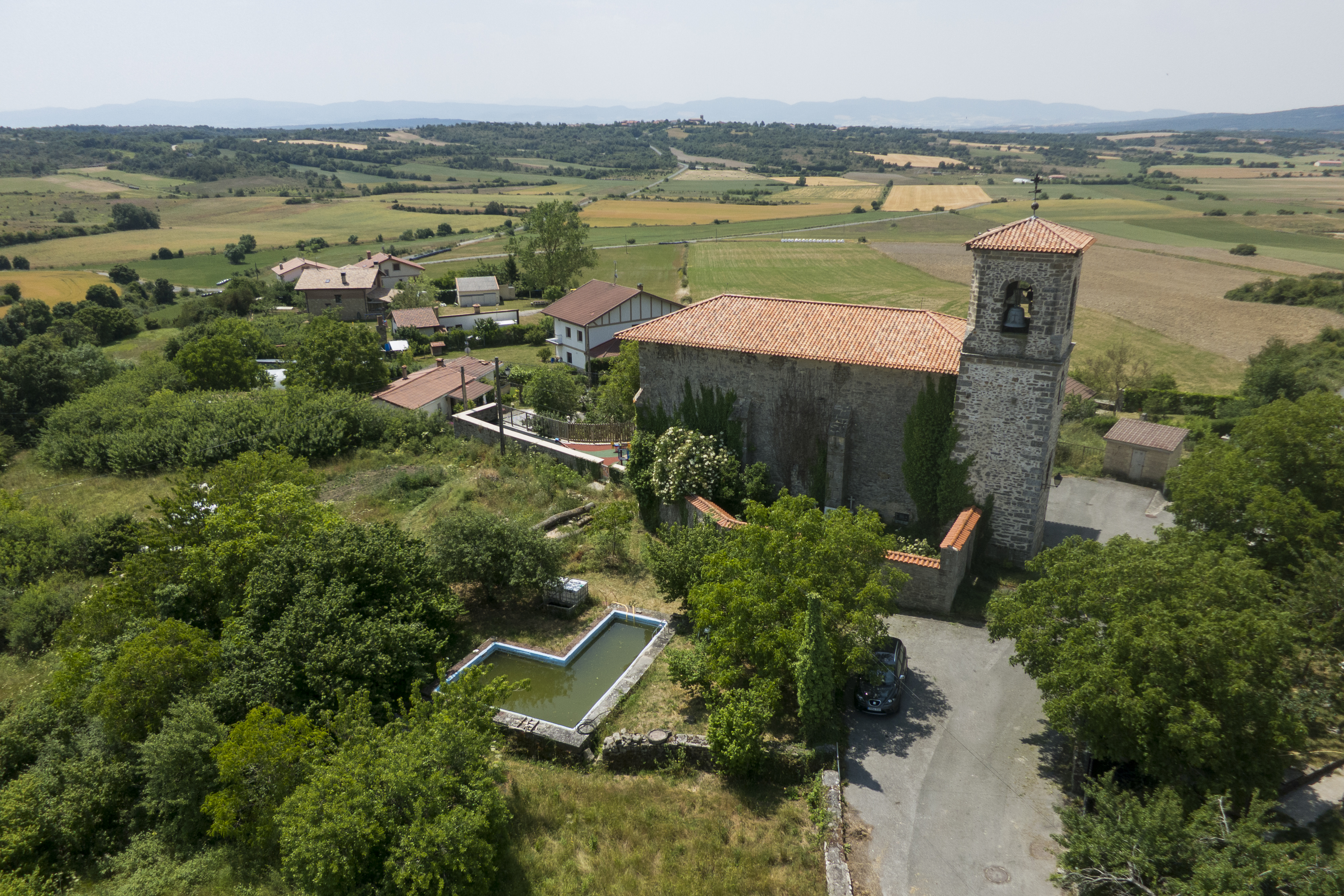
Iglesia de Acosta

Iglesia de San Vicente Mártir. Templo gótico de planta rectangular y cabecera recta. El edificio sufrió graves daños durante la Guerra civil española, siendo restaurada en 1946. El retablo mayor es neoclásico de mediados del siglo XIX.
Fuente-abrevadero-lavadero. A un nivel de suelo inferior, se accede a ella a través de unas escalinatas que dan la vuelta hasta el frente de la fuente. Está compuesta por un depósito de planta rectangular y fábrica de sillería y mampostería, con bóveda de medio cañón.

### Patrimonio inmaterial

#### Festividades
Se celebran el 22 de enero, día de San Vicente.

### Hijos ilustres
Manuel Vasco, pintor y dorador del siglo XIX.